# Phyprosopus tristrigata
Phyprosopus tristrigata är en fjärilsart som beskrevs av Herrich-Schäffer 1868. Phyprosopus tristrigata ingår i släktet Phyprosopus och familjen nattflyn. Inga underarter finns listade i Catalogue of Life.